# Octobre à Paris
Pour plus de détails, voir Fiche technique et Distribution.
Octobre à Paris est un documentaire de Jacques Panijel réalisé en 1962 et consacré au massacre du 17 octobre 1961, une répression meurtrière de la police française sur des manifestants d'origine algérienne. Il a pu être considéré comme un film anticolonial.
Il est interdit à la diffusion dès sa création. Le film n'obtient son visa d'exploitation en salle qu'en 1973, après une grève de la faim de René Vautier. Il est alors « diffusé, bien que de manière très sporadique » et malgré l'opposition de Jacques Panijel. Jean-Paul Nozière raconte en 2021 que, malgré le témoignage implacable qui était disponible, en particulier dans la communauté estudiantine, lui et toute sa génération, « (n)ous avons su, mais nous nous sommes tu ».
Le film sort en salle le 19 octobre 2011,,.

## Fiche technique
- Titre : Octobre à Paris
- Réalisation : Jacques Panijel
- Scénario : Jacques Panijel
- Photographie : Jacques Huybrecht[9]
- Tournage : octobre 1961 à février 1962
- Production : Comité Maurice-Audin
- Distribution : Les Films de l'Atalante
- Pays :  France
- Durée : 70 minutes
- Dates de sortie :
  - France : 1973 (pas de sortie générale)
  - France : 19 octobre 2011